# Schlacht von San Germano

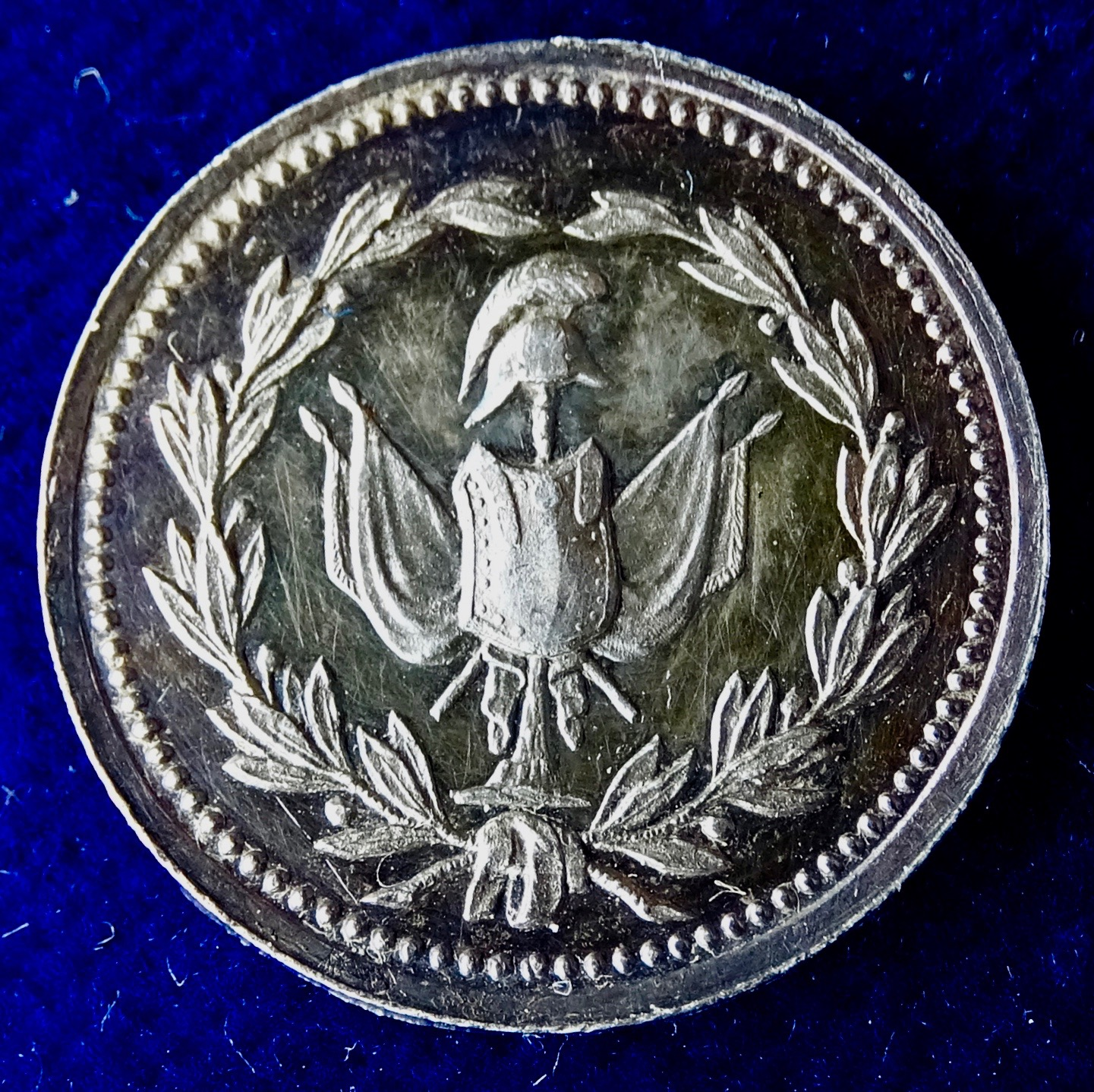
1815 Österreichische Silbermedaille Schlacht bei San Germano, Vorderseite

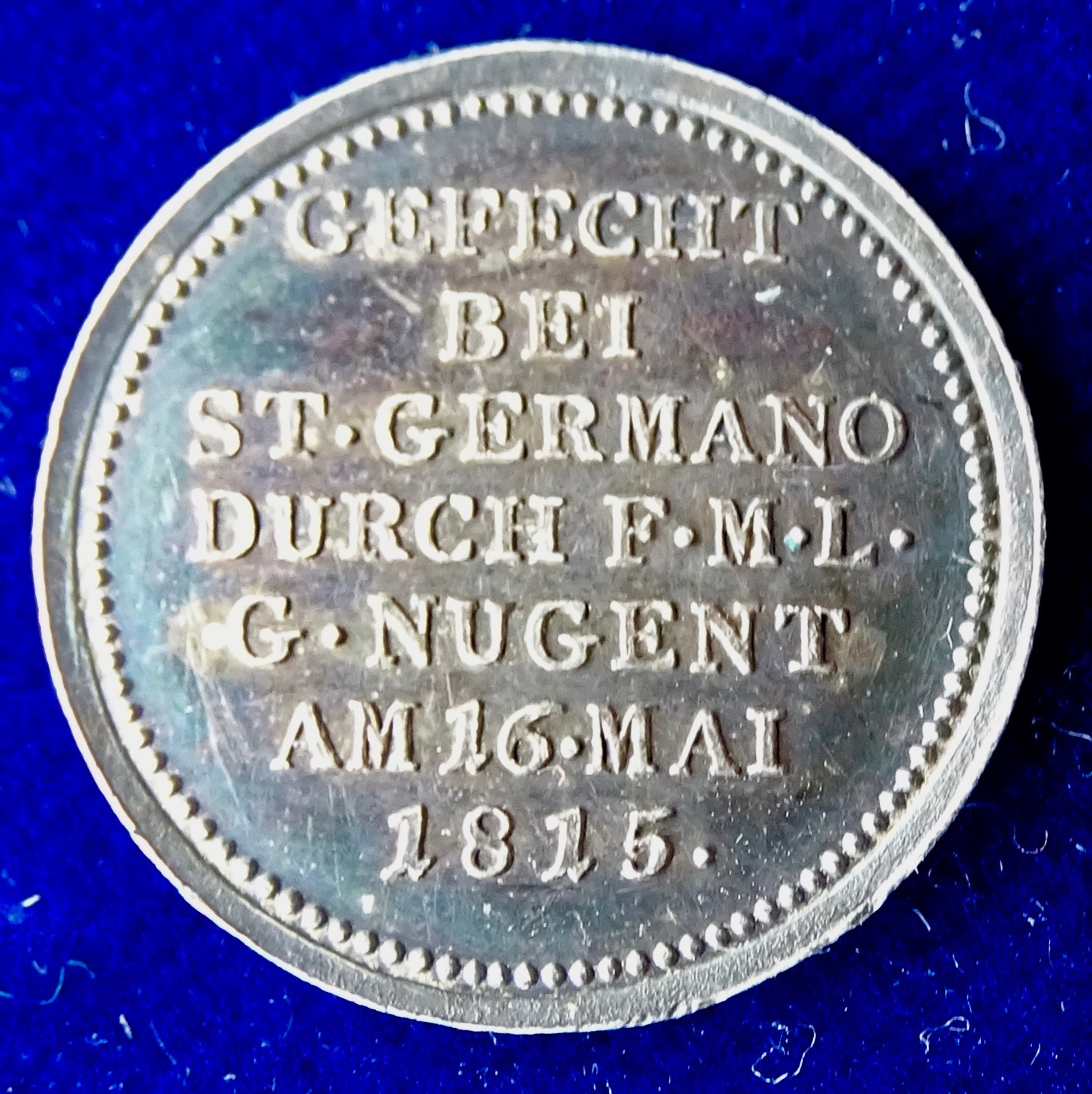
Silbermedaille Schlacht bei San Germano, 16. Mai 1815 durch Feldmarschall Nugent, Rückseite

Die Schlacht von San Germano (auch Schlacht von Mignano genannt) war die letzte Schlacht des Österreichisch-Neapolitanischen Kriegs zwischen einer österreichischen Streitmacht, kommandiert von Laval Nugent von Westmeath, und der neapolitanischen Armee, kommandiert von Joachim Murat. Die Schlacht begann am 15. Mai 1815 und endete am 17. Mai, als die verbliebenen neapolitanischen Truppen bei Mignano überrannt wurden.

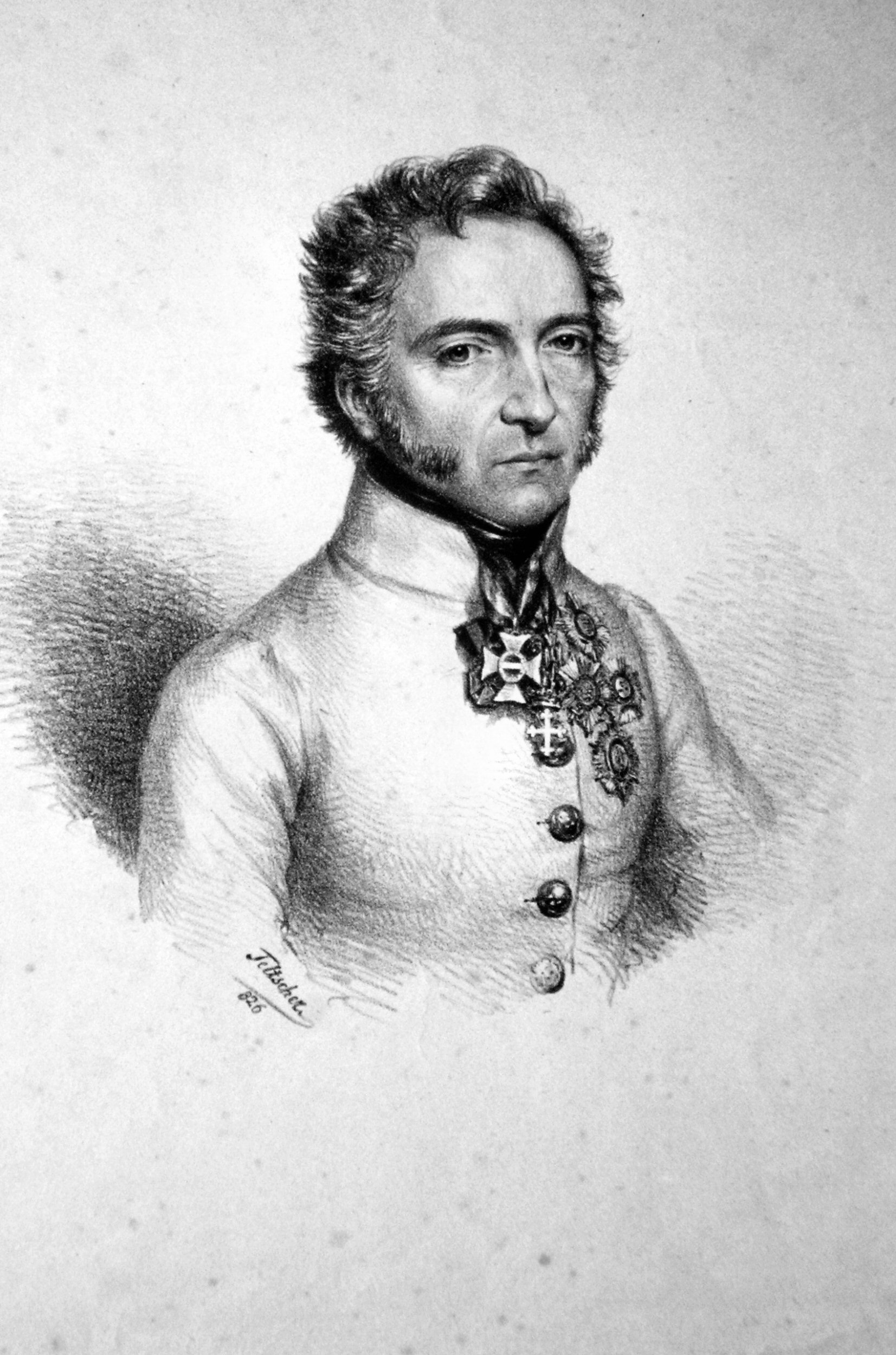
Porträt Nugents nach einer Lithographie von Josef Eduard Teltscher, 1826

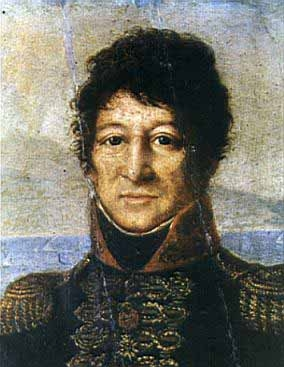
König Joachim Murat

## Verlauf
Nach seiner Niederlage in der Schlacht von Tolentino war Murat auf San Germano zurückgegangen. Dort verstärkte Murat sein Heer mit der Armée de l’Intérieur (Armee für Inneres) die er als Reserve zur Verteidigung Neapels zurückgelassen hatte. Doch selbst mit dieser Verstärkung war Murats Armee bereits auf nur noch ca. 15.000 Mann geschmolzen. Die Streitkraft von General Nugent war in Florenz losmarschiert und am 30. April in Rom eingetroffen. Von dort marschierte er nach Ceprano, wo er ein kleineres Gefecht mit einer lokalen Miliz hatte. Nachdem er Nachricht von der Niederlage Murats bei Tolentino erhalten hatte, versuchte Nugent den Rückzugsweg Murats nach Neapel abzuschneiden.
Am 14. Mai näherte er sich Murats Lager bei San Germano. Am folgenden Tag entschloss sich Murat zum Angriff und vertrieb die österreichischen Aufklärer, bevor er direkt die österreichischen Stellungen attackierte. Jedoch war die österreichische Hauptstreitmacht unter General Bianchi Murats Armee von Tolentino gefolgt und begann nun die neapolitanischen Truppen einzukreisen. Da der Angriff der Neapolitaner fehlschlug und sie substanzielle Verluste erlitten, zog sich Murat nun auf San Germano zurück und ging in Verteidigungsstellung über. Aber sobald sich Nugents Streitmacht näherte, ergriff die Neapolitaner Panik, und sie zogen sich schnell zurück. Dabei trennte sich die Armee in einen kleineren Teil unter Murat, der sich auf Capua zurückzog, und einen größeren Teil, der Richtung Mignano marschiert war.
Am 17. Mai wurden die verbliebenen ca. 6.000 Neapolitaner von ca. 1.000 Husaren, unterstützt von Jägern und Grenzern, bei Mignano zerschlagen. Die meisten Neapolitaner waren sofort nach Beginn der Schlacht geflohen, ca. 1.000 wurden von den Österreichern gefangen genommen.

## Folgen
Joachim Murat floh am 19. Mai als Seemann verkleidet nach Korsika, der Oberkommandierende der Neapolitaner, General Michele Carrascosa dessen Armee in Auflösung war, suchte den Waffenstillstand, der schnell zum Vertrag von Casalanza führte. Die durch neapolitanische Garnisonen gehaltenen Städte Pescara und Ancona kapitulierten nach kurzer Belagerung. Nur die Festung Gaeta unter dem Artilleriegeneral Alessandro Begani, Maresciallo di Campo leistete weiterhin Widerstand und konnte erst nach längeren Belagerung (28. Mai – 8. August 1815) bezwungen werden.